# Leonhard Grebe

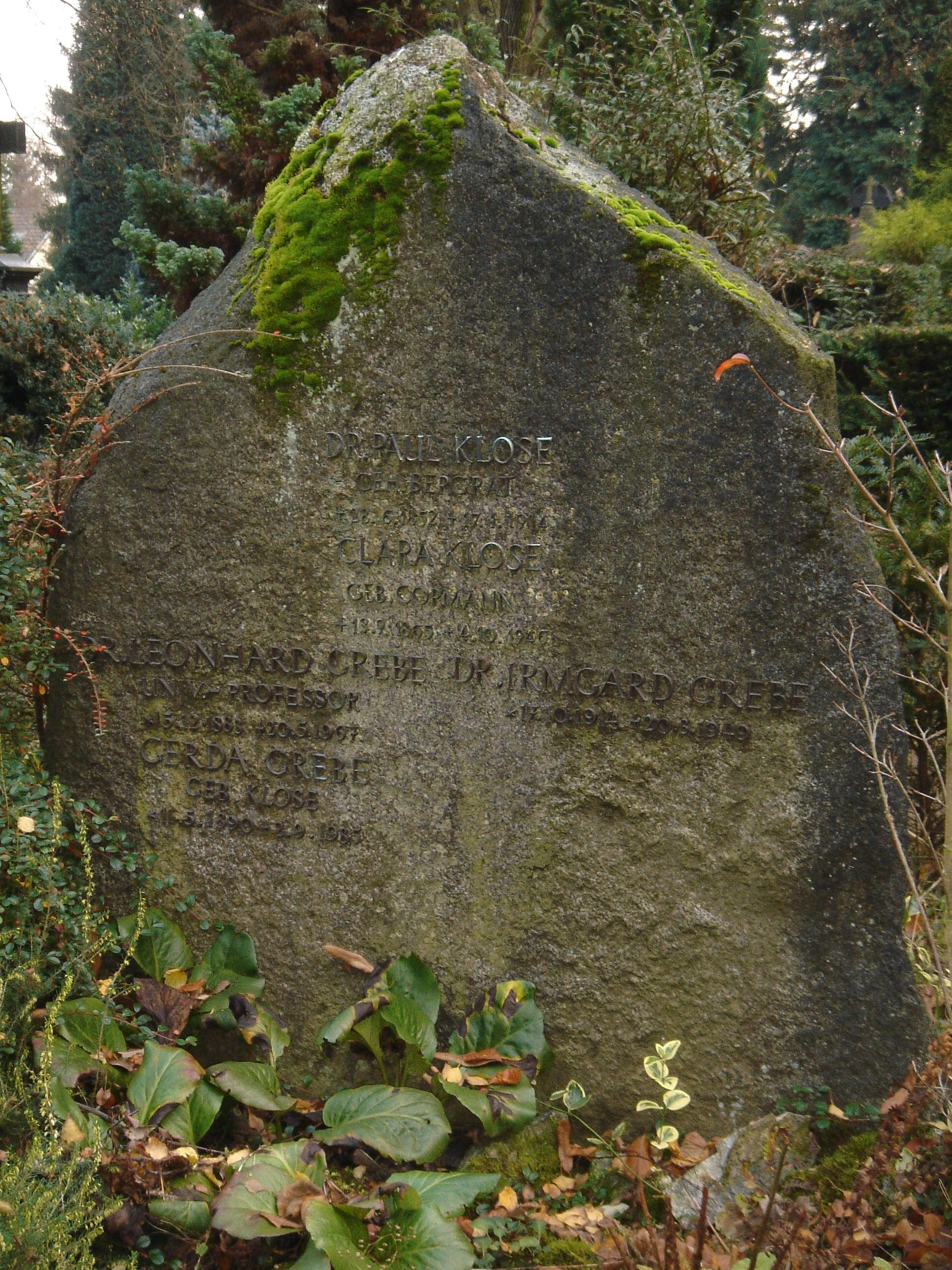
Grabstein von Leonhard Grebe

Leonhard Grebe (* 15. Dezember 1883 in Elberfeld, jetzt Wuppertal; † 20. Mai 1967 in Bonn) war ein deutscher Physiker.

## Leben
Sein Vater war der Lehrer Friedrich Emanuel Grebe. Leonhard Grebe legte sein Abitur 1902 in Elberfeld ab. Danach studierte er von 1902 bis 1905 an der Rheinischen Friedrich-Wilhelms-Universität in Bonn Mathematik, Physik und Geographie. Seine akademischen Lehrer waren Alfred Heinrich Bucherer, P. Clemen, Dietzel, Benno (?) Erdmann, Paul Eversheim, Eberhard Gothein, August Hagenbach, Feffter, Jäger, Kaufmann, Heinrich Kayser, Konen, Kortum, Kowalewski, Küstner, Rudolf Otto Sigismund Lischitz, Loeschcke, London, Carl Mönnichmeyer, H. Rauff, Rein, Sachsse, Sell, Eduard Christian Hugo Study und Wentscher.
1905 veröffentlichte er seine Dissertation zur Erlangung der philosophischen Doktorwürde bei H. Kayser mit dem Titel Ueber Absorption der Dämpfe des Benzols und einiger seiner Derivate im Ultraviolett.
Grebe stand u. a. auch mit Albert Einstein in Kontakt. Im April 1919 legte Albert Einstein den Bonner Physikern Leonard Grebe und Albert Bachem nahe, die Unterstützung des Kaiser-Wilhelm-Instituts für Physik für ihre Untersuchungen über die Rotverschiebung der Spektrallinien im Sonnenspektrum zu beantragen, die darauf zielten, experimentelle Beweise für die Allgemeine Relativitätstheorie zu liefern.
Grebe war u. a. auch der Begründer des Röntgenforschungsinstitutes an der Rheinischen Friedrich-Wilhelms-Universität Bonn (1922) und dessen Leiter (bis 1945?). Der Physiker Arnold Sommerfeld erwähnt Leonhard Grebe (und andere) in seinem Brief an das Nobel-Preis-Komitee, in dem er Einstein eben für jenen Preis vorschlägt. 1932 wurde Grebe zum Präsidenten der Deutschen Röntgengesellschaft auf deren 23. Kongress in Dresden gewählt.
1951 wurde er emeritiert und 1952 mit der Röntgen-Plakette der Stadt Remscheid ausgezeichnet.
Er war verheiratet mit der Tochter des geheimen Bergrats Paul Klose (* 28. Juni 1851 † 17. Januar 1914), Gerda (* 16. Mai 1890; † 2. September 1985).

## NS Funktionen
Zum 1. Mai 1933 trat er in die NSDAP ein (Mitgliedsnummer 3.144.534), er war Blockleiter und Abteilungsleiter in der Ortsgruppe. 1935 wurde er a.o. Professor und Führer des NS-Dozentenbundes in Bonn.

## Wichtige Erfindungen
- Grebe-Photogramme (Rotverschiebung)
- Bau des ersten Zyklotrons in Deutschland (1937–1942).

## Schriften
- Ueber Absorption der Dämpfe des Benzols und einiger seiner Derivate im Ultraviolett.
- Spektroskopie. Reihe: Aus Natur und Geisteswelt. Band 284. Teubner, Leipzig 1910 und 1919.
- Einführung in die Physik der Röntgenstrahlen für Ärzte. Cohen, Bonn 1921.
- Einführung in die Physik der Röntgenstrahlen für Ärzte und Studierende. Reihe: Bonner Röntgenbucher. Band 1. Cohen, Bonn 1923.
- Licht als Wellenbewegung. Reihe: Handbuch der Physik. Band 20. Springer, Berlin 1928.
- Licht und Materie. Reihe: Handbuch der Physik. Band 21. Springer, Berlin 1929.
- Farbenphotographie. Reihe: Handbuch der wissenschaftlichen und angewandten Photographie. Band 8. Springer, Wien 1929.
- Tabellen zur Dosierung von Röntgenstrahlen. Sonderbände zur Strahlentherapie. Band 14. Urban & Schwarzenberg, Berlin 1930 und 1950.

## Artikel
- Zur Darstellung geographischer Karten in Kegelprojektion. Mathematische-Naturwissenschaftliche Blatt 2. 1905, S. 21–22.
- The radiance of mercury arc lamps. Annalen der Physik. 36 (14), 1911, S. 834–840.
- mit O. Holz: Ursprung und Struktur der ultravioletten Wasserdampfbanden λ = 3064. Annalen der Physik. 39 (16), 1912, S. 1243–1250.
- mit A. Bachem: Über den Einsteineffekt im Gravitationsfeld der Sonne. Berichte der Deutschen Physikalischen Gesellschaft im Jahre 1919. 21. Jg. 13/14, 1919, S. 454–464.
- mit A. Bachem: Ueber die Einsteinverschiebung im Gravitationsfeld der Sonne. Zeitschrift für Physik. 3. Jg., 1, 1920, S. 51–54.
- mit A. Bachem: Die Einsteinsche Gravitationsverschiebung im Sonnenspektrum der Stickstoffbande Lambda 3883 A E. Zeitschrift für Physik. 3. Jg., 2, 1920, S. 415–422.
- Sonnengravitation und Rotverschiebung. Zeitschrift für Physik. 4. Jg., 1, 1921, S. 105–109.
- Über die elektrische Leitfähigkeit fester Dielektrika bei Bestrahlung mit Röntgenstrahlen. Zeitschrift für Physik A Hadrons and Nuclei. 17 Jg., 1, 1923, S. 295–300.
- mit L. Kriegesmann: Über den Energieverbrauch bei der Ionisation der Luft durch Röntgenstrahlen verschiedener Wellenlänge. Zeitschrift für Physik. 1924, S. 91–94.
- Das Weltbild der Physik im Lichte der modernen Strahlenforschung. Bremer Beiträge zur Naturwissenschaft. 3, 2, 1936, S. 26–66.
- mit A. Krost und L. Peukert: Versuche zum Physikalischen Nachweis der Mitogenetischen Strahlung. Strahlentherapie. 60, 1937, S. 575–581.

## Briefe
- Grebe an Einstein. 17. April 1919, Archiv zur Geschichte der Max-Planck-Gesellschaft Berlin-Dahlem (AMPG), I. Abt., Rep. 34, Nr. 3.
- weitere Korrespondenz Einstein / Grebe. Siehe The Collected Papers of Albert Einstein, Vol. 9, The Berlin Years: Correspondence January 1919 - April 1920 einsteinpapers.press.princeton.edu

## Artikel über Grebes Forschungen
- Klaus Hentschel: Grebe. Bachems photometrische Analyse der Linienprofile und die Gravitations-Rotverschiebung: 1919 bis 1922. In: Annals of Science. 49. Jg., Nr. 1, 1992, S. 21–46.

## Sekundärliteratur
- Hans-Paul Höpfner: Die Universität Bonn im Dritten Reich. Akademische Biographien unter nationalsozialistischer Herrschaft. (= Academica Bonnensia, Veröffentlichungen des Archivs der Rheinischen Friedrich-Wilhelms-Universität zu Bonn, Band 12). Bouvier, Bonn 1999.
- Ernst Klee: Das Personenlexikon zum Dritten Reich. Wer war was vor und nach 1945. S. Fischer, Frankfurt am Main 2003.
- Michael Grüttner: Biographisches Lexikon zur nationalsozialistischen Wissenschaftspolitik, Heidelberg 2004, S. 63.